# パテント・トロール
パテント・トロール（英: patent troll）または特許トロール（とっきょトロール）は、一般的には定義が困難であるが、自らが保有する特許権を侵害している疑いのある者（主にハイテク大企業）に特許権を行使して巨額の賠償金やライセンス料を得ようとする者を指す英語の蔑称で、その多くは、自らはその特許を実施していない（特許に基づく製品を製造販売したり、サービスを提供したりしていない）。

## 語源と別名
「トロール」(troll)とは、もともと北欧神話で洞穴や地下等に住む奇怪な巨人または小人を意味し、「怪物」というような意味合いで使われている。また、英語の"troll"には「流し釣り」（トローリング）という意味もあり、「パテント・トロール」はこの意味合いも含んでいるともされる。
「パテント・トロール」という語の初期の用例は、『フォーブス』誌1993年3月29日号の"When Intel Doesn't Sue"というインテル社の特許訴訟に関する記事に見られる。ただし、この記事においては「パテント・トロール」という語は日本企業を指して用いられており、その意味は現在のものと異なる。
「パテント・トロール」という語が現在の意味で一般的になったのは、インテル社の副会長（Vice President）兼副顧問（Assistant General Counsel）であったピーター・デトキンが1990年代後半に用いたことによるとされる。デトキンは"patent extortionist"という語を使っていたが名誉毀損で訴えられたため、それに代わる語として"patent troll"を採用した。デトキンは、そのきっかけとして、職場の机にあったトロールの人形を挙げている。この人形は、トロールが登場する「三びきのやぎのがらがらどん」というノルウェーの童話が好きだった彼の娘が置いていったものである。なお、皮肉にもデトキンは後にパテント・トロールともされるインテレクチュアル・ベンチャーズの起業に加わることになる。
「パテント・トロール」は、英語では、「特許搾取者」 (patent extortionist)、「特許寄生虫」 (patent parasite)、「特許の海賊」 (patent pirate)、「特許投機家」 (patent speculator) などとも呼ばれる。また、日本では「特許ゴロ」とも呼ばれる。「パテント・マフィア」との表記も見られるが、これは1990年代前半からある語で、レメルソン特許に対しても用いられる等、「パテント・トロール」と厳密に同じ意味で用いられてきたわけではない。
「パテント・トロール」は
自社事業として特許に関わる製品の製造販売・サービス提供をせず専ら自社特許の侵害者からの損害賠償金やロイヤルティ収入を主たる事業としているため、より中立的な表現として、「特許主張主体」（PAE:Patent Assertion Entity）と呼ばれることがある。なお、以前は「特許不実施主体」（NPE:Non-Practicing Entity）と称されることがあったが、これには、大学・研究機関等（特許権は所有するが、積極的に侵害訴訟等で損害賠償・ロイヤルティ獲得することはない）が含まれるため、いわゆるパテントトロールと区別するため、PAEという呼称が広まった。

## パテント・トロールの特徴
パテント・トロールは小規模な企業であることが多い。パテント・トロールは、元来メーカーであり自社製品の製造販売のために特許権を取得した企業が、製品事業の中止や売却により保有特許が死蔵特許化したことによって、それを活用してライセンス料獲得をはじめたのが起源であるとの事例分析がある。しかし、その後パテント・トロールの事業性が知られるにつれて、パテント・トロール自身は当初から研究や製造の設備を持たず、自らの研究開発によっては特許権の取得を行わないことが多くなっている。自ら発明を行って特許権を取得することよりも、特許権を侵害している企業を見つけて権利を行使し、巨額の損害賠償金やライセンス料を得る目的で個人発明家や企業などから安価に特許権を買い集め、いつでも特許権侵害訴訟を起こせるように、特許ポートフォリオの拡充に努めているとされる。当然のことながらパテント・トロールとよばれる者自身が自らパテント・トロールと称することはなく、表向きはソフトウェア開発などの事業を会社の事業内容として掲げていることもある。これは利益目的ではなく、裁判に備えて自社実施をアピールするために製品開発を行っていることをアピールする目的が大きい。

## 企業がパテント・トロールの攻勢に弱い理由
通常、同業の製造業・サービス業の企業同士（例えば自動車メーカー同士や電機メーカー同士）では、同業他社が自社の特許権を侵害している疑いがある場合でも、損害賠償や製造差止などを要求することは少ない。これは、同業者間では相互に同じような技術を有している可能性が高く、相手側の特許侵害を追及した場合、逆に相手側からも特許侵害で反撃されるリスクがある上、競合企業であっても部品購買などで互恵関係があることも多いため、紛争がこじれると互いに不利益になるとの意識が強いからである。そのため、特許権侵害の紛争が起きても比較的友好的にライセンス料支払いの交渉をしたり、相互に自社の特許権をまとめて実施許諾するクロスライセンス契約に持ち込んだりするなどして円満に解決を図ろうとする。
しかし、パテント・トロールは自らは製品の製造やサービスの提供を行っておらず、他社の特許を侵害するリスクがないので、強気に権利行使することができる。訴えられる企業の側としては、パテント・トロールに対し特許侵害で反訴することはできず、パテント・トロールは製品の製造販売・サービス提供を行っていないため差止請求による牽制もできないため、クロスライセンス契約による解決は実質的には不可能である。また、売上が大きく幅広くビジネスを行っている大企業であるほど、特許紛争で負けて製造やサービスの提供が中止に追い込まれた場合の損害が大きくなる。さらに、訴訟が長引くだけでも、新製品の開発の計画が狂ったり、顧客に不安感を与えて販売に悪影響があったり、人的リソースを訴訟に割かざるを得ない等の多大な不利益がある。このため、パテント・トロール側の要求が不当なものであったとしても、それに応じることが起こりうる。
また、弁護士費用を含む訴訟費用についてみると、訴訟費用と同程度以下の実施料を求められた場合には、たとえ裁判で争って勝ったとしても求められた実施料以上の費用がかかることになるため、当初からパテント・トロールの要求に応じて裁判を回避した方が損失を抑えることができることになる。この傾向は、特に証拠開示（ディスカバリー）手続等によって弁護士費用が膨大になる米国において顕著である。

## パテント・トロールという名称への批判
なお、パテント・トロールという表現を使用することは大企業が個人発明家に自己の利益を追求することを妨害するための広報戦術ではないかと主張する者もいる。通常、個人や中小企業に対して大企業は強者として悪者視されることが多い。特に米国では、小規模発明家の権利を尊重することが産業の進歩を促進するという意識が強い。大企業は特許侵害で大企業を訴える者をパテント・トロールとして怪物扱いすることで、善悪のイメージをひっくり返して自らに有利な印象を与えようとしているというわけである。このような主張の中では、パテント・トロールを批判する大企業自身がより小規模な企業あるいは市場への新規参入者である競合企業に自社で市場で実施していない技術関連特許を含む自己の特許権を行使してかなりの収入をあげている例があることが指摘される。

## パテント・トロールの状況

### 日本における状況
かつてはパテント・トロールの標的は米国のマイクロソフト社やeBay社等であったが、2001年にはパテント・トロールとされる米国のフォージェント社が、JPEG（画像圧縮伸長方式）の基本特許とされる同社保有の米国特許について実施許諾契約を求めるレターを日本企業を含む主要企業に送付し、ソニーと1620万ドル、三洋電機と1500万ドルで契約を結んだと報道された。

### スマートフォンのアプリケーション市場における状況
2000年代後半から技術を進歩させているスマートフォンは、昨今エンドユーザーが自由に内蔵ソフトウェアのインストールや書き換えを行うことができるため人気を集めており、またエンドユーザーから発展し、更にそれらソフトウェア、アプリケーションを専門に作成するプログラマや独立系開発者、独立系開発企業（Independent software vendor）が続々と参入したため市場規模を拡大させている。その最中、アプリケーション・プログラマやISVを狙い撃ちにして特許侵害訴訟を企てるパテント・トロールがこの市場での活動を活発化させている。米国ではiPhoneをターゲットにしたパテント・トロールのLodsysなどが有名である。このため、プログラマやISVが米国での特許訴訟を避けるためアップルのApp StoreやGoogleのAndroid Marketから撤退する動きも見られる。

## その他
複数の特許権をグループ化してライセンスすることを目的に設立された技術移転事務所（または会社）は、通常、パテント・トロールとは考えられていない。このような団体はライセンス活動の運用形態によってはパテントプールと呼ばれる事業者である。
商標権についてもパテント・トロールに似た手法で、商品名や流行語等をアレンジしたり、一般的用語を組み合わせたりしたフレーズを他者（他社）に先駆けて商標出願し、該当した言葉を使用している企業体に使用料を請求する者もおり、俗に「商標ゴロ」「商標マフィア」などと呼ばれる。